# Wulfila pellucidus
Wulfila pellucidus là một loài nhện trong họ Anyphaenidae.
Loài này thuộc chi Wulfila. Wulfila pellucidus được Arthur Merton Chickering miêu tả năm 1937.